# Natasha Illum Berg
Natasha Illum Berg, född 21 april 1971 på Eriksberg, är en dansk–svensk jägare och författare.
Natasha Illum Berg är dotter till Iens Illum Berg (1935–2012) och Marianne Illum Berg samt sondotter till Bengt Berg. Hon växte upp på Bengt Bergs egendom Eriksberg. När hon var elva år skilde sig hennes föräldrar, och hennes mor flyttade till Köpenhamn. Hon bodde kvar hos sin far och flyttade till sin mor i Köpenhamn när hon var 15 år.
Natasha Illum Berg, som bland annat gått Lundsbergs skola är bosatt utanför Arusha i Tanzania. Hon har skrivit ett flertal böcker som är både biografiska och skönlitterära.
Hon var sommarpratare i radioprogrammet Sommar på Sveriges Radio P1 2010. Hon var expeditionsledare i TV-programmet Mot alla odds som visades i SVT 2012.